# Ma trận xác định
Ma trận đối xứng {\displaystyle M} chỉ gồm các số thực là xác định dương nếu giá trị của {\displaystyle \mathbf {x} ^{T}M\mathbf {x} } là một số thực dương với mọi véct-tơ cột {\displaystyle \mathbf {x} } khác véc-tơ không và {\displaystyle \mathbf {x} ^{T}} là véc-tơ hàng chuyển vị của {\displaystyle \mathbf {x} }.

Tổng quát, một ma trận Hermitian, là ma trận phức bằng với ma trận chuyển vị liên hợp của chính nó), được cọi là xác định dương nếu giá trị của {\displaystyle \mathbf {z} ^{*}M\mathbf {z} } là dương với mọi véct-tơ cột {\displaystyle \mathbf {z} } khác véc-tơ không và {\displaystyle \mathbf {z} ^{*}} là véc-tơ hàng ma trận chuyển vị liên hợp của {\displaystyle \mathbf {z} }.
Ma trận nửa xác định dương được định nghĩa tương tự, ngoại trừ yêu cầu là {\displaystyle \mathbf {x} ^{T}M\mathbf {x} } và {\displaystyle \mathbf {z} ^{*}M\mathbf {z} } có thể dương hoặc bằng không (nghĩa là không âm).
Các ma trận xác định âm và nửa xác định âm được định nghĩa tương tự. Một ma trận mà không nửa xác định âm và cũng không nửa xác định dương đôi khi được gọi là không xác định.
Nếu ma trận {\displaystyle M} là xác định dương (nửa xác định dương) thì {\displaystyle -M} xác định âm (nửa xác định âm).

## Liên hệ
Hệ quả rút ra từ các định nghĩa là ma trận xác định dương khi và chỉ khi ma trận có dạng xác định dương bậc hai hoặc dạng Hermitian.
Ma trận xác định đương hoặc nửa xác định dương có thể nhận biết bằng nhiều dấu hiệu.
Điều này chứng tỏ tầm quan trọng của khái niệm này trong nhiều lĩnh vực toán học khác nhau.
Ma trận {\displaystyle M} xác định dương nếu và chỉ nếu một trong số những điều kiện sau thoả mãn.
- {\displaystyle M} ma trận tương đẳng với một ma trận đường chéo chỉ gồm các thực dương trên đường chéo.
- {\displaystyle M} đối xứng (ma trận Hermitian), và tất cả các giá trị riêng đều là số thực dương.
- {\displaystyle M} đối xứng (ma trận Hermitian), và tất cả các định thức con chính tắc (ma trận con cấp {\displaystyle k}) đều dương.
- Tồn tại ma trận nghịch đảo {\displaystyle B} cùng với ma trận chuyển vị liên hợp {\displaystyle B^{*}} sao cho {\displaystyle M=B^{*}B}.

Ma trận là nửa xác định dương nếu nó thoả mãn các điều kiện tương tự nhưng thay "dưong" bằng "không âm", "ma trận nghịch đảo" thay bằng "ma trận".
Ma trận thực xác định dương và nửa xác định dương là nền tảng cho tối ưu lồi vì mỗi hàm đa biến mà đạo hàm được hai lần thì ma trận Hessian của nó (ma trận của các đạo hàm riêng bậc hai) là xác định dương tại điểm {\displaystyle p}, thì hàm đó lồi trong lân cận của {\displaystyle p}; Ngược lại, nếu hàm lồi trong lân cận quanh {\displaystyle p} thì ma trận Hessian là nửa xác định dương tại {\displaystyle p}.
Tập các ma trận xác định dương là tập nón tập mở, trong khi tập các ma trận nửa xác định dương là tập nón tập đóng.
Một số tác giả sử dụng khái niệm tổng quát hơn khi xét cả những ma trận thực không đối xứng, hoặc ma trận phức không-Hermitian.

## Định nghĩa

### Kí hiệu
Ma trận Hermitan {\displaystyle M} nửa xác định dương còn được kí hiệu là {\displaystyle \ M\succeq 0\ }.
Còn nếu nó xác định dương thì kí hiệu là {\displaystyle \ M\succ 0~.}.

## Ví dụ
- Tất cả Ma trận đơn vị, chẳng hạn {\displaystyle I_{2}={\begin{bmatrix}1&0\\0&1\end{bmatrix}}} xác định dương (như vậy cũng là nửa xác định dương). Trong trường hợp 2 chiều, với véc-tơ cột khác không bất kì

{\displaystyle \mathbf {z} ^{\top }I\mathbf {z} ={\begin{bmatrix}a&b\end{bmatrix}}{\begin{bmatrix}1&0\\0&1\end{bmatrix}}{\begin{bmatrix}a\\b\end{bmatrix}}=a^{2}+b^{2}.}
- Ma trận đối xứng sau cũng là xác định dương

{\displaystyle M={\begin{bmatrix}2&-1&0\\-1&2&-1\\0&-1&2\end{bmatrix}}}
Ta chứng minh điều đó với mọi véc-tơ cột {\displaystyle \mathbf {z} } như sau
{\displaystyle {\begin{aligned}\mathbf {z} ^{\top }M\mathbf {z} =\left(\mathbf {z} ^{\top }M\right)\mathbf {z} &={\begin{bmatrix}(2a-b)&(-a+2b-c)&(-b+2c)\end{bmatrix}}{\begin{bmatrix}a\\b\\c\end{bmatrix}}\\&=(2a-b)a+(-a+2b-c)b+(-b+2c)c\\&=2a^{2}-ba-ab+2b^{2}-cb-bc+2c^{2}\\&=2a^{2}-2ab+2b^{2}-2bc+2c^{2}\\&=a^{2}+a^{2}-2ab+b^{2}+b^{2}-2bc+c^{2}+c^{2}\\&=a^{2}+(a-b)^{2}+(b-c)^{2}+c^{2}\end{aligned}}}
- Với mọi ma trận khả nghịch thực {\displaystyle A} thì {\displaystyle A^{T}A} là ma trận xác định dương. Điều này chứng minh như sau, với mọi véc-tơ thực khác không {\displaystyle \mathbf {z} } thì:

{\displaystyle \mathbf {z} ^{T}A^{T}A\mathbf {z} =(A\mathbf {z} )^{T}(A\mathbf {z} )=\|A\mathbf {z} \|^{2}>0.}

## Phân rã
Cho ma trận Hermitan {\displaystyle M}. {\displaystyle M} nửa xác định dương nếu nó có thể phân rã (phân tích) dưới dạng tích của một ma trận với chuyển vị liên hợp của chính nó
{\displaystyle M=B^{*}B}
Nếu {\displaystyle M} là ma trận thực và {\displaystyle B} cũng thực thì tích trên có thể viết thành
{\displaystyle M=B^{T}B}

### Tính duy nhất xét theo toán tử đơn vị
Phân rã trên không duy nhất: nếu {\displaystyle M=B^{*}B} với ma trận {\displaystyle B} kích thước {\displaystyle k\times n}; Khi đó với mọi ma trận đơn vị {\displaystyle Q} kích thước {\displaystyle k\times k}, cụ thể là {\displaystyle Q^{*}Q=QQ^{*}=I}, thì {\displaystyle M=B^{*}B=B^{*}Q^{*}QB=A^{*}A} với {\displaystyle A=QB}.
Tuy vậy, đó là khác biệt duy nhất giữa hai phân rã, nghĩa là phân rã là duy nhất xét theo toán tử đơn vị.
Cụ thể, nếu {\displaystyle A} và {\displaystyle B} có kích thước lần lượt là {\displaystyle k\times n} và {\displaystyle l\times n} thoả mãn {\displaystyle A^{*}A=B^{*}B}, thì tồn tại ma trận {\displaystyle Q} trực giao chuẩn, nghĩa là {\displaystyle Q^{*}Q=I_{k}} sao cho {\displaystyle B=QA}.

### Căn bậc hai
Ma trận Hermitan {\displaystyle M} nửa xác định dương nếu và chỉ nếu tồn tại một ma trận nửa xác định dương {\displaystyle B} thoả mãn {\displaystyle M=BB}.
Ma trận {\displaystyle B} là duy nhất và được gọi là căn bậc hai không âm của {\displaystyle M} kí hiệu là {\displaystyle B=M^{\frac {1}{2}}}.
Ma trận căn bậc hai vốn là Hermitan nên nó thoả mãn {\displaystyle B=B^{*}}.

### Phân rã Cholesky
Ma trận nửa xác định dương Hermitan {\displaystyle M} có thể biểu diễn dưới dạng {\displaystyle M=LL^{*}}, với {\displaystyle L} là ma trận tam giác dưới với đường chéo không âm.
Đây được gọi là phân rã Cholesky.
Nếu {\displaystyle M} xác định dương thì các phần tử trên đường chéo của {\displaystyle L} dương.
Ngược lại, nếu {\displaystyle L} là ma trận tam giác dưới với đường chéo không âm (dương) thì {\displaystyle LL^{*}} nửa xác định dương (xác định dương).
Một dạng phân rã gần gũi với phân rã Cholesky là phân rã LDL {\displaystyle M=LDL^{*}} trong đó {\displaystyle L} là ma trận tam giác đơn vị dưới .

## Định thức bậc hai
Định thức thuần bậc hai {\displaystyle \ Q:\mathbb {R} ^{n}\to \mathbb {R} \ } có thể xác định bằng ma trận {\displaystyle M} thực {\displaystyle n\times n} như sau: {\displaystyle \ Q(\mathbf {x} )=\mathbf {x} ^{\top }M\mathbf {x} \ } với mọi {\displaystyle \ \mathbf {x} ~.} Không mất tính tổng quát, có thể giả sử rằng ma trận {\displaystyle M} đối xứng do thay {\displaystyle M} bằng {\displaystyle \ {\tfrac {1}{2}}\left(M+M^{\top }\right)} thì kết quả không thay đổi, nghĩa là {\displaystyle \mathbf {x} ^{\top }M\mathbf {x} =\mathbf {x} ^{\top }{\tfrac {1}{2}}\left(M+M^{\top }\right)\mathbf {x} }.
Ma trận đối xứng {\displaystyle M} xác định dương nếu và chỉ nếu định thức bậc hai của nó là hàm lồi nghiêm ngặt.
Chính vì vậy, các ma trận xác định dương đóng vai trò quan trọng trong các bài toán tối ưu.